# 卡雷尔陨石坑
卡雷尔陨石坑（Carrel）是位于月球正面静海中部的一座小撞击坑，其名称取自法国外科医生、生物学家、病理生理学家暨优生学家亚历克西·卡雷尔（1873年-1944年） ，1979年被国际天文学联合会正式接受。

## 描述

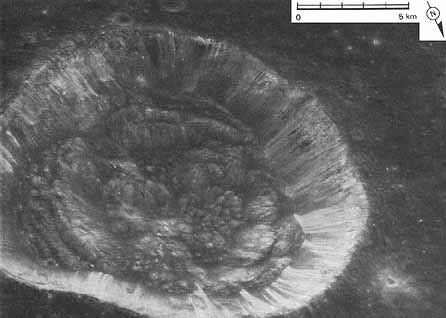
阿波罗15号拍摄的斜视图，清楚地显示了卡雷尔陨石坑内壁上斑驳的竖纹和坑底中杂乱堆积的明亮岩屑堆。

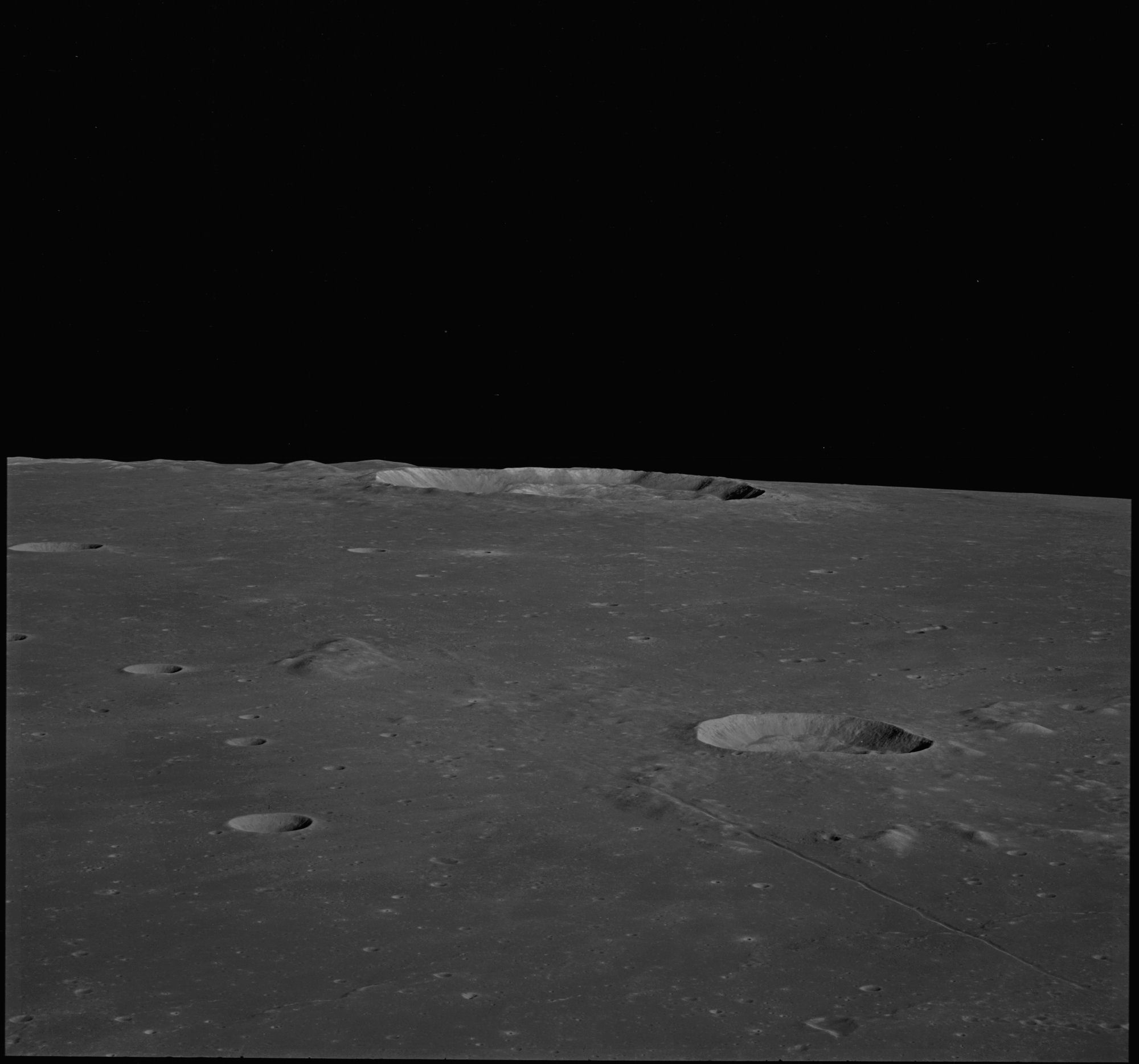
阿波罗10号拍摄的卡雷尔陨石坑和普林尼陨石坑(后面)

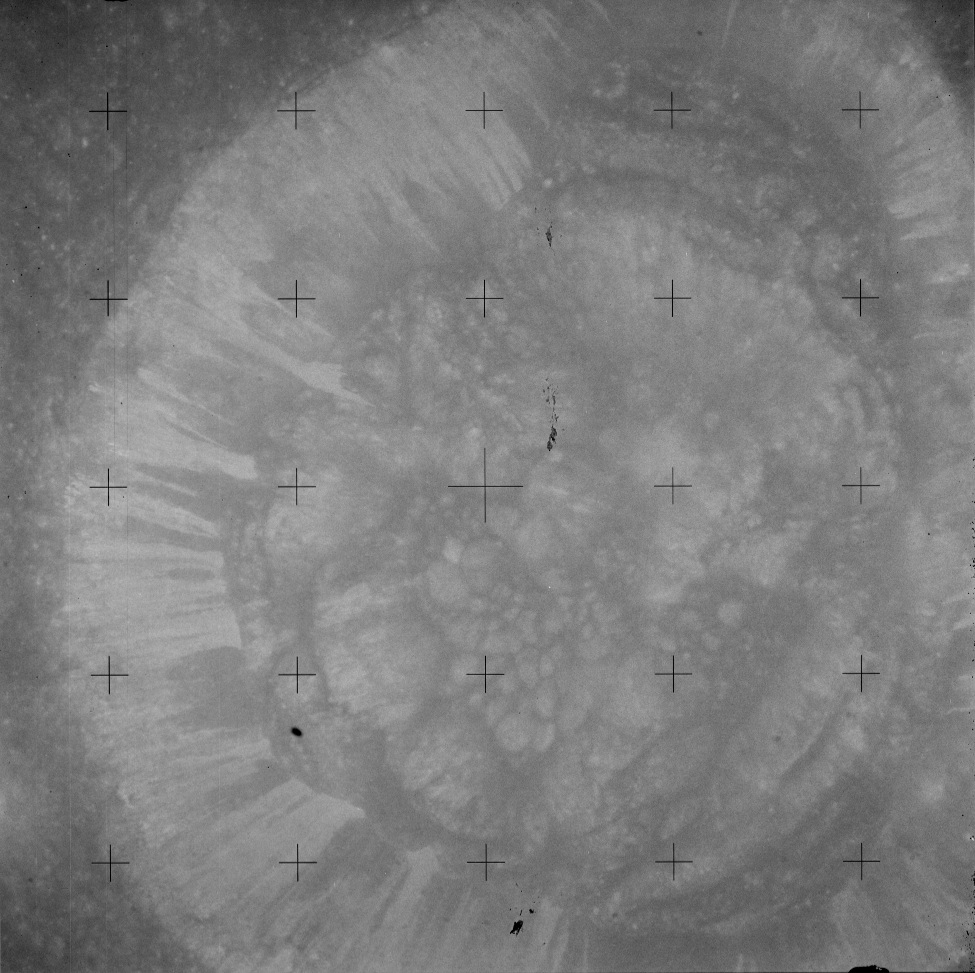
阿波罗15号拍摄的卡雷尔陨石坑的内部

该陨坑西侧毗邻麦克莱尔陨石坑和罗斯环形山、西北和东北分别坐落了普林尼陨石坑及扬松陨石坑，较小的辛纳斯陨石坑和瓦拉赫陨石坑位于它的东南偏东及东南，它的西南则横亘了更大的阿拉戈陨石坑和拉蒙特环形山。该陨坑中心月面坐标为10°40′N 26°41′E / 10.67°N 26.68°E，直径15.59公里，深约2.503公里。
卡雷尔陨石坑位于静海中的一道山脊上，外观大体圆形，但东侧向外凸出，沿边缘几乎未受到撞击侵蚀，坑壁边沿尖峭、内侧壁较为平整，坑壁最大高出周边地形580米，其内侧壁上明暗交替着淡淡的垂直条纹，坑底表面崎岖不平，分布有一些山脊及环坡底的岩屑堆。
在1979年被国际天文学联合会正式命名前，该陨坑曾被称作卫星坑扬松 B（所谓的卫星坑标记法：以所靠近的主坑名+字母来命名）。

## 另请参阅
- Andersson, L. E.; Whitaker, E. A. . NASA RP-1097. 1982.
- Blue, Jennifer. . USGS. July 25, 2007  [2007-08-05]. （原始内容存档于2012-04-08）.
- Bussey, B.; Spudis, P. . New York: Cambridge University Press. 2004. ISBN 978-0-521-81528-4.
- Cocks, Elijah E.; Cocks, Josiah C. . Tudor Publishers. 1995. ISBN 978-0-936389-27-1.
- McDowell, Jonathan. . Jonathan's Space Report. July 15, 2007  [2007-10-24]. （原始内容存档于2012-05-26）.
- Menzel, D. H.; Minnaert, M.; Levin, B.; Dollfus, A.; Bell, B. . Space Science Reviews. 1971, 12 (2): 136–186. Bibcode:1971SSRv...12..136M. doi:10.1007/BF00171763.
- Moore, Patrick. . Sterling Publishing Co. 2001. ISBN 978-0-304-35469-6.
- Price, Fred W. . Cambridge University Press. 1988. ISBN 978-0-521-33500-3.
- Rükl, Antonín. . Kalmbach Books. 1990. ISBN 978-0-913135-17-4.
- Webb, Rev. T. W.  6th revised. Dover. 1962. ISBN 978-0-486-20917-3.
- Whitaker, Ewen A. . Cambridge University Press. 1999. ISBN 978-0-521-62248-6.
- Wlasuk, Peter T. . Springer. 2000. ISBN 978-1-85233-193-1.